# Axel Cabellos
Axel Jair Cabellos Vásquez (Buenos Aires, 18 de noviembre de 2006) es un futbolista argentoperuano que juega como mediocentro y su equipo actual es Sporting Cristal de la Liga 1 del Perú.

## Trayectoria
De padre peruano y madre argentina, nació en Buenos Aires en 2006. Es hermano menor de Catriel Cabellos, jugador de Racing Club y de la selección Peruana. Fue fichado por Racing Club en el que realizó todas las inferiores.

### Sporting Cristal
En 2025 fue prestado al Sporting Cristal con un contrato hasta diciembre del mismo año.

## Selección nacional
Cabellos ha conformado la plantilla del seleccionado argentino sub-17 con el que clasificó a la Copa Mundial Sub-17 de Ecuador, sin embargo, no fue convocado para disputar este torneo. En junio de 2024 se confirmó que conformaría la selección sub-20 del Perú.
| Torneo                      | Sede    | Resultado   | Partidos | Goles |
| --------------------------- | ------- | ----------- | -------- | ----- |
| Sudamericano Sub-17 de 2023 | Ecuador | Clasificado | 5        | 0     |